# 岡山県道185号早島停車場線
岡山県道185号早島停車場線（おかやまけんどう185ごう はやしまていしゃじょうせん）は、岡山県都窪郡早島町を通る一般県道である。

## 概要
JR西日本宇野線 早島駅と国道2号岡山バイパスを結ぶ。

### 路線データ
- 起点：岡山県都窪郡早島町前潟（JR西日本宇野線 早島駅前）
- 終点：岡山県都窪郡早島町早島（無津交差点、国道2号岡山バイパス交点、岡山県道153号早島吉備線起点）
- 総延長：1.1 km

## 地理

### 通過する自治体
- 都窪郡早島町

### 交差する道路
| 交差する道路                                   | 交差する場所 | 交差する場所      |
| ---------------------------------------------- | ------------ | ----------------- |
| 岡山県道152号倉敷妹尾線                        | 早島         | 松尾坂交差点      |
| 国道2号 / 岡山バイパス 岡山県道153号早島吉備線 | 早島         | 無津交差点 / 終点 |

### 沿線
- JR西日本宇野線 早島駅